# Casey Veggies
Casey Joseph Jones (nascido em 18 de julho de 1993), conhecido como Casey Veggies, é um rapper americano de Los Angeles, Califórnia. Membro fundador do coletivo de hip hop Odd Future, com sede em Los Angeles, ele co-formou o grupo com Tyler, the Creator, Hodgy, Left Brain, the Super 3 e Jasper Dolphin em 2007. Ele assinou com a Epic Records para lançar seu primeiro álbum de estúdio, Live &amp; Grow (2015); seu primeiro single, "Tied Up" (com participação de Dej Loaf) recebeu certificação de ouro pela Recording Industry Association of America (RIAA). Seu segundo álbum, Organic (2019), veio em seguida.

## Discografia

### Álbuns de estúdio
- Live &amp; Grow (2015)
- Organic (2019)

### Mixtapes
- Customized Greatly Vol. 1 (2008)
- Customized Greatly Vol. 2 (2009)
- Sleeping in Class (2010)
- Customized Greatly Vol. 3 (2012)
- Life Changes (2013)
- Customized Greatly Vol. 4: The Return of The Boy (2016)
- Cg5 (2021)
- Crypto Veggies

### Mixtapes Colaborativas
- The Odd Future Tape (com Odd Future) (2008)
- Bum Ass Shit (com Rich Hil) (2010)
- Fresh Veggies(com Rockie Fresh) (2013)
- Fresh Veggies 2(with Rockie Fresh) (2020)

### EP's
- Since Y'all Forgot (2022)
- Ten Toes Down(2023)